# Złotolitka
Złotolitka (Chrysis) – rodzaj błonkówki z rodziny złotolitkowatych (Chrysididae). Przedstawiciele tego rodzaju występują na wszystkich kontynentach z wyjątkiem regionów polarnych (takson kosmopolityczny). Samice w poszukiwaniu żywiciela chętnie atakują inne błonkówki (Hymenoptera), z grupy samotnic np. murarki lub samice kopułkowatych (Eumeninae). Złotolitki cechują się swym metalicznym ubarwieniem ciała, zwykle koloru błękitnego i zielonego oraz różowego. Rodzaj złotolitka jest typem nomenklatorycznym swej rodziny. 

## Charakterystyka

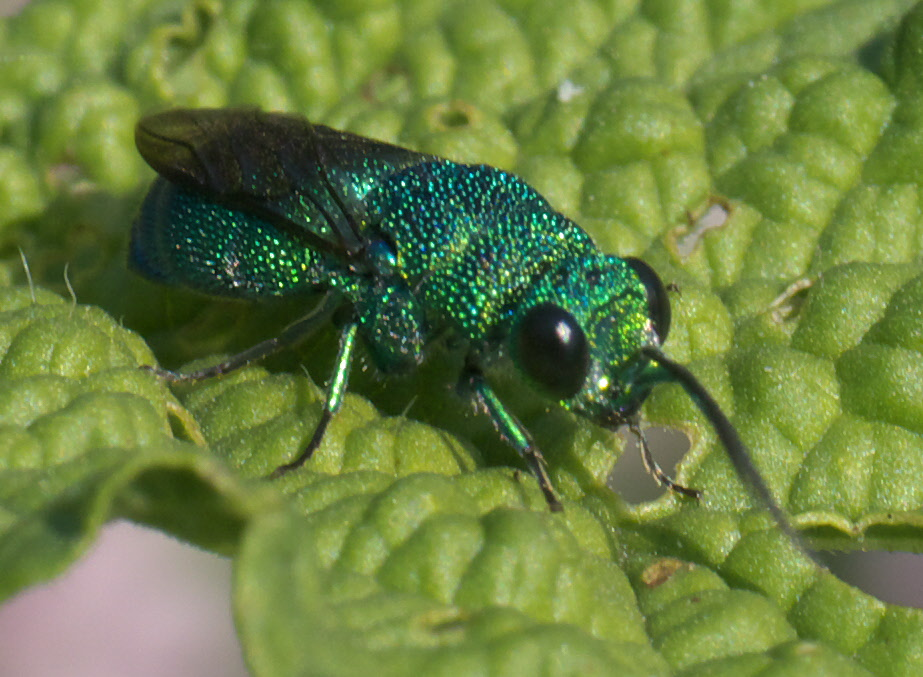
Niezidentyfikowana złotolitka

Rodzaj złotolitka skupia w sobie gatunki stosunkowo małe, długości od 6 do 10 mm. Ciało jest wydłużone i krępe. Głowa odznacza się bardzo dużymi oczami złożonymi. Tułów masywny, a odwłok stanowi połowę długości ciała. Czułki dość grube i długie. Ubarwienie tych owadów odpowiada innym złotolitkowatym (Chrysididae). Skrzydła pozostają przyciemnione. Wiele taksonów jest do siebie pokrojem i kolorystyką zbliżone, ich identyfikacja może nastręczać trudności. W Polsce stwierdzono 35 gatunków, przy czym 21 zostało wpisanych na krajową „Czerwoną Listę Zwierząt Ginących i Zagrożonych w Polsce” jako owady ginące lub wysokiego ryzyka zagrożenia. Uchodzą za najpiękniejsze błonkówki występujące w Polsce.

## Występowanie i siedlisko
Takson kosmopolityczny. Złotolitki spotyka się przede wszystkim w nagrzanych, ciepłych miejscach, takich jak: murawy kserotermiczne, zbocza piaszczystych wąwozów lub ściany budynków. Tak jak inne złotolitkowate, rodzaj ten obserwowany jest często na roślinach selerowatych (Apiaceae). Okres lotu u tego rodzaju datuje się od marca do lipca, choć jest on różny u poszczególnych taksonów. Błonkówki te istnieją od eocenu. Znane gatunki wymarłe to: Chrysis amoena, Chrysis miocenica, Chrysis rohweri, Chrysis viridicyanea. Większość skamieniałości pochodzi z eocenu USA, czwartorzędu Tanzanii i oligocenu Francji.

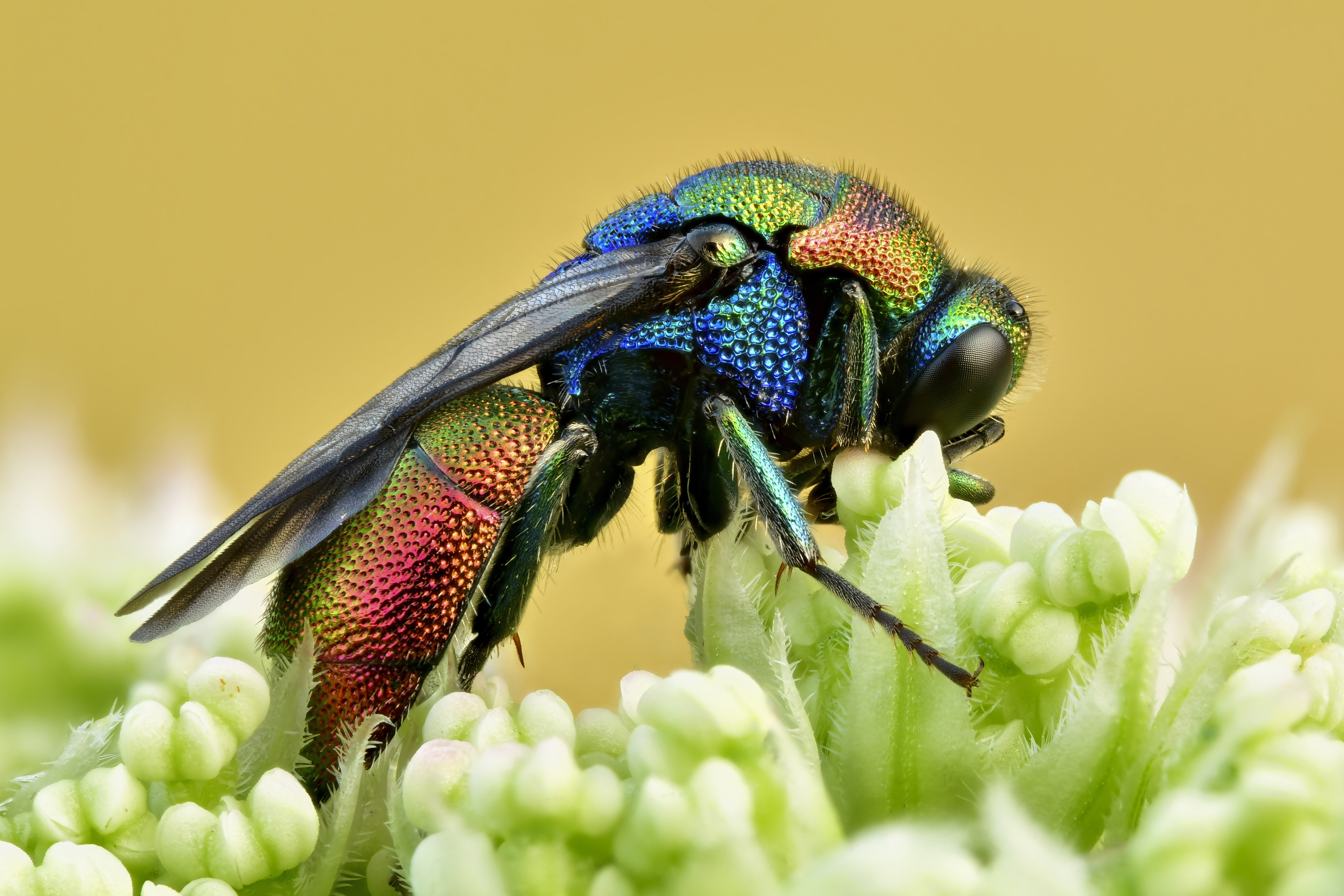
Żerująca złotolitka ognista

## Tryb życia i cykl życiowy
Taksony z tego rodzaju pasożytują na innych błonkówkach, zwykle są to pszczoły samotnice np. miesierkowate (np. złotolitka murarkowa, Chrysis trimaculata (obecnie przypisywana do rodzaju Chrysura) lub złotolitka miedziana, Chrysis cuprea (syn. Chrysura cuprea)) lub osowate z podrodziny kopułkowatych (Eumeninae; pasożytuje na nich przeważnie złotolitka zielonawa, Chrysis virdidula). Po znalezieniu swojego żywiciela samice złotolitek składają jaja pod nieobecność gospodarza gniazda. Mierząca zaledwie kilka milimetrów samica tego błonkoskrzydłego może złożyć nawet 150 jaj. Gatunki pasożytujące na murarkach gniazdujących w pustych muszlach ślimaków składają jaja na wewnętrznej stronie ściany zasklepiającej gniazdo, zanim zostanie ono w pełni wyposażone w pokarm niezbędny dla pszczelej larwy. Wylęgające się złotolitki zjadają larwy lub jaja gospodarza. Niektóre gatunki dopiero uśmiercają ofiarę, gdy ta jest w stadium poczwarki, jak ma to miejsce u złotolitki zielonawej, która rozkopuje gniazdo bolicy kolconogiej (Odynerus spinipes) i składa tam jaja, gdy przychówek żywiciela jest właśnie prawie dorosły. Owady dorosłe pasożytujące na Apoidea w przeciwieństwie do swojego potomstwa są roślinożerne, zjadają pyłek i nektar kwiatowy. Zaś te pasożytujące na Vespoidea są wyłącznie entomofagiczne. 

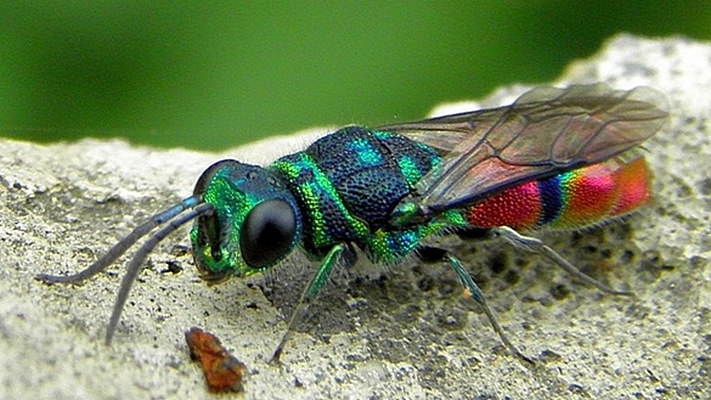
Ch. sickmanni

## Systematyka[6]
- Chrysis adipata Linsenmaier, 1997
- Chrysis aestiva Dahlbom, 1854
- Chrysis agilis Smith, 1874
- Chrysis albanica Trautmann, 1927
- Chrysis amasina Mocsáry, 1889
- Chrysis ambigua Radoszkowski, 1891
- Chrysis analis Spinola, 1808 – złotolitka prostozębna[5]
- Chrysis andradei Linsenmaier, 1959
- Chrysis angolensis Radoszkowski, 1881
- Chrysis angustifrons Abeille de Perrin, 1878
- Chrysis angustula Schenck, 1856 – złotolitka pozłotka[5]
- Chrysis annulata  R. du Buysson, 1887
- Chrysis anoma Bohart, 1991
- Chrysis aridula  Bohart, 1962
- Chrysis atraclypeata Linsenmaier, 1968
- Chrysis atriventra Linsenmaier, 1968
- Chrysis atrocomitata Linsenmaier, 1993
- Chrysis auriceps Mader, 1936
- Chrysis aurotecta Abeille de Perrin, 1878
- Chrysis ausae Bohart, 1985
- Chrysis australis Bohart, 1985
- Chrysis balearica Linsenmaier, 1968
- Chrysis berlandi Linsenmaier, 1959
- Chrysis bicolor Lepeletier, 1806 – złotolitka dwubarwka[5]
- Chrysis bipartita Smith, 1874
- Chrysis blanchardi Lucas, 1849
- Chrysis brevicollis Linsenmaier, 1987
- Chrysis breviradialis Linsenmaier, 1968
- Chrysis brevitarsis Thomson, 1870
- Chrysis bytinskii Linsenmaier, 1959
- Chrysis caeruliventris Abeille de Perrin, 1878
- Chrysis calimorpha Mocsáry, 1882
- Chrysis calpensis  R. du Buysson, 1896
- Chrysis canaria Linsenmaier, 1959
- Chrysis caspiensis Linsenmaier, 1959
- Chrysis castiliana Linsenmaier, 1968
- Chrysis castillana  R. du Buysson, 1894
- Chrysis cerastes Abeille de Perrin, 1877
- Chrysis cessata  R. du Buysson, 1891
- Chrysis chalcea Móczáry, 1965
- Chrysis chinensis Mocsáry, 1912
- Chrysis chlorospila Klug, 1845
- Chrysis chrysoprasina Förster, 1853
- Chrysis chrysoscutalla Linsenmaier, 1959
- Chrysis chrysostigma Mocsáry, 1889
- Chrysis chrysoviolacea Linsenmaier, 1968
- Chrysis cingulicornis Foerster, 1853
- Chrysis clivosa Linsenmaier, 1959
- Chrysis coa Invrea, 1939
- Chrysis coerulans Fabricius, 1805
- Chrysis cohaerea Linsenmaier, 1959
- Chrysis comitata Linsenmaier, 1968
- Chrysis comparata Lepeletier, 1806
- Chrysis comta Förster, 1853
- Chrysis concinna  Mocsary, 1902
- Chrysis conica  Brulle 1846
- Chrysis consanguinea Mocsáry, 1889
- Chrysis corsica  R. du Buysson, 1896
- Chrysis cortii Linsenmaier, 1951
- Chrysis corusca Valkeila, 1971
- Chrysis curtisensis (Linsenmaier, 1982)
- Chrysis cyanea (Linnaeus, 1761)
- Chrysis cylindrica Eversmann, 1857
- Chrysis cypruscula Linsenmaier, 1959
- Chrysis cuprea Rossi, 1790 (syn. Chrysura cuprea) – złotolitka miedziana[5]
- Chrysis daphnis Mocsáry, 1889
- Chrysis dentifrontis Linsenmaier, 1982
- Chrysis diacantha Mocsáry, 1889
- Chrysis distincta Mocsáry, 1887
- Chrysis duplogermari Linsenmaier, 1987
- Chrysis dusmetina Bohart, 1991
- Chrysis elegans Lepeletier, 1806
- Chrysis emarginatula Spinola, 1808
- Chrysis equestris Dahlbom, 1845
- Chrysis exsulans Dahlbom, 1854
- Chrysis fasciata Olivier, 1790
- Chrysis festina Smith, 1874
- Chrysis frankenbergeri Balthasar, 1953
- Chrysis friesei  R. du Buysson, 1900
- Chrysis frivaldszkyi Mocsáry, 1882
- Chrysis fugax Abeille de Perrin, 1878
- Chrysis fulgida Linnaeus, 1761 – złotolitka lśniącobrzucha
- Chrysis fulvicornis Mocsáry, 1889
- Chrysis germari Wesmael, 1839 – złotolitka złotopaska[5]
- Chrysis globuliscutella Linsenmaier, 1993
- Chrysis gracillima Foerster, 1853 – złotolitka włochata[5]
- Chrysis graelsii Guérin, 1842
- Chrysis gribodoi Abeille de Perrin, 1877
- Chrysis grohmanni Dahlbom, 1854 – złotolitka zielonoczoła[5]
- Chrysis handlirschi Mocsáry, 1889
- Chrysis heraklionica Linsenmaier, 1968
- Chrysis hohmanni Linsenmaier, 1993
- Chrysis hydropica Abeille de Perrin, 1878
- Chrysis inaequidens Dahlbom 1854
- Chrysis ignescoa Linsenmaier, 1959
- Chrysis ignicollis (Trautmann, 1926)
- Chrysis ignifacies Mercet, 1904
- Chrysis ignita (Linnaeus, 1761) – złotolitka ognista
- Chrysis illigeri Wesmael, 1839 – złotolitka medalionka[5]
- Chrysis immaculata  R. du Buysson, 1898 – złotolitka szafirowa[5]
- Chrysis impostor Mocsáry, 1887
- Chrysis inaequalis Dahlbom, 1845 – złotolitka urzeźbiona[5]
- Chrysis inclinata Linsenmaier, 1959
- Chrysis indica Schrank, 1804
- Chrysis insperata Chevrier, 1870
- Chrysis integra Fabricius, 1787
- Chrysis interceptor Smith, 1874
- Chrysis interjecta  R. du Buysson, 1895
- Chrysis intrudens Smith, 1865
- Chrysis iris Christ, 1791 – złotolitka malachitowa[5]
- Chrysis irreperta Linsenmaier, 1959
- Chrysis iucunda Mocsáry, 1889
- Chrysis jaxartis Semenov, 1910
- Chrysis judaica  R. du Buysson, 1898
- Chrysis kolazyi Mocsáry, 1889
- Chrysis lanceolata Linsenmaier, 1959
- Chrysis larochei Linsenmaier, 1993
- Chrysis leachii Shuckard, 1836 – złotolitka dzierżeniówka[5]
- Chrysis leptomandibularis Niehuis, 2000
- Chrysis lincea Fabricius, 1775
- Chrysis longula Abeille de Perrin, 1879 – złotolitka wydłużona[5]
- Chrysis lucida Linsenmaier, 1951
- Chrysis maderi Linsenmaier, 1959
- Chrysis magnidens Perez, 1895
- Chrysis magnifacialis Linsenmaier, 1993
- Chrysis manicata Dahlbom, 1854
- Chrysis marginata Mocsary, 1889
- Chrysis maroccana Mocsáry, 1883
- Chrysis martinella  R. du Buysson, 1900
- Chrysis mavromoustakisi Trautmann, 1929
- Chrysis mediata Linsenmaier, 1951
- Chrysis merceti (Trautmann, 1926)
- Chrysis millenaris Mocsáry, 1897
- Chrysis mirabilis Radoszkowski, 1876
- Chrysis misella  R. du Buysson, 1900
- Chrysis mixta Dahlbom, 1854
- Chrysis mutabilis  R. du Buysson, 1887
- Chrysis mysticalis Linsenmaier, 1959
- Chrysis nitidula Fabricius, 1775
- Chrysis norsemanae Bohart, 1985
- Chrysis notidana Bohart, 1985
- Chrysis obtusidens Dufour & Perris, 1840
- Chrysis paglianoi Strumia, 1992
- Chrysis parvimediata (Linsenmaier, 1982)
- Chrysis pellucidula Aaron, 1885
- Chrysis peninsularis  R. du Buysson, 1887
- Chrysis perexigua Linsenmaier, 1959
- Chrysis perplexa  R. du Buysson, 1898
- Chrysis perpulchra Cresson, 1865
- Chrysis perrisi Radoszkowski, 1880
- Chrysis perthensis (Linsenmaier, 1982)
- Chrysis phryne Abeille de Perrin, 1878
- Chrysis placida Mocsáry, 1879
- Chrysis portugalia Linsenmaier, 1959
- Chrysis provancheri Schulz, 1906
- Chrysis provenceana Linsenmaier, 1959
- Chrysis pseudobrevitarsis Linsenmaier, 1951
- Chrysis pseudogribodoi Linsenmaier, 1959
- Chrysis pseudoincisa Balthasar, 1953
- Chrysis pseudoscutellaris Linsenmaier, 1959
- Chrysis pulchella Spinola, 1808
- Chrysis pulcherrima Lepeletier, 1806
- Chrysis pyrophana Dahlbom, 1854
- Chrysis pyrrhina Dahlbom, 1845
- Chrysis ragusae De-Stefani, 1888
- Chrysis ramburi Dahlbom, 1854
- Chrysis rectianalis Linsenmaier, 1968
- Chrysis rubrocoerulea Linsenmaier, 1968
- Chrysis ruddii Shuckard, 1837
- Chrysis rufitarsis Brullé, 1832
- Chrysis rutilans Olivier, 1790
- Chrysis rutiliventris Abeille de Perrin, 1879
- Chrysis saginata Linsenmaier, 1982
- Chrysis schiodtei Dahlbom, 1854
- Chrysis scintillans Valkeila, 1971
- Chrysis sculpturata Mocsáry, 1912
- Chrysis scutellaris Fabricius, 1794
- Chrysis sehestedti Dahlbom, 1854
- Chrysis semicincta Lepeletier, 1806
- Chrysis separata (Trautmann, 1926)
- Chrysis sexdentata Christ, 1791
- Chrysis simplonica Linsenmaier, 1951
- Chrysis simulans Mocsáry, 1889
- Chrysis smaragdula Lepeletier & Serville, 1825
- Chrysis sollicita Mocsáry, 1913
- Chrysis soror Dahlbom, 1854
- Chrysis splendidula Rossi, 1790 – złotolitka krępa[5]
- Chrysis subanalis Linsenmaier, 1968
- Chrysis subaurotecta Linsenmaier, 1959
- Chrysis subsinuata Marquet, 1879
- Chrysis succincta Linnaeus, 1767
- Chrysis taczanovskii Radoszkowski, 1876
- Chrysis tasmanica Mocsáry, 1889
- Chrysis taurica Mocsáry, 1889
- Chrysis tridens Linnaeus, 1761
- Chrysis umbofacialis Linsenmaier, 1993
- Chrysis valesiana Frey-Gessner, 1887
- Chrysis valida Mocsáry, 1912
- Chrysis varidens Abeille de Perrin, 1878
- Chrysis verhoeffi Linsenmaier, 1959
- Chrysis verna Dahlbom, 1854
- Chrysis viridula Linnaeus, 1761 – złotolitka zielonawa[2], Z. bolicówka[5]
- Chrysis westerlundi Linsenmaier, 1959
- Chrysis xysa Bohart, 1985
- Chrysis yallingupia (Linsenmaier, 1982)
- Chrysis zylla Bohart, 1985